# Tasiocera (Dasymolophilus) kibunensis
Tasiocera (Dasymolophilus) kibunensis is een tweevleugelige uit de familie steltmuggen (Limoniidae). De soort komt voor in het Palearctisch en Oriëntaals gebied.